# ПМН-2

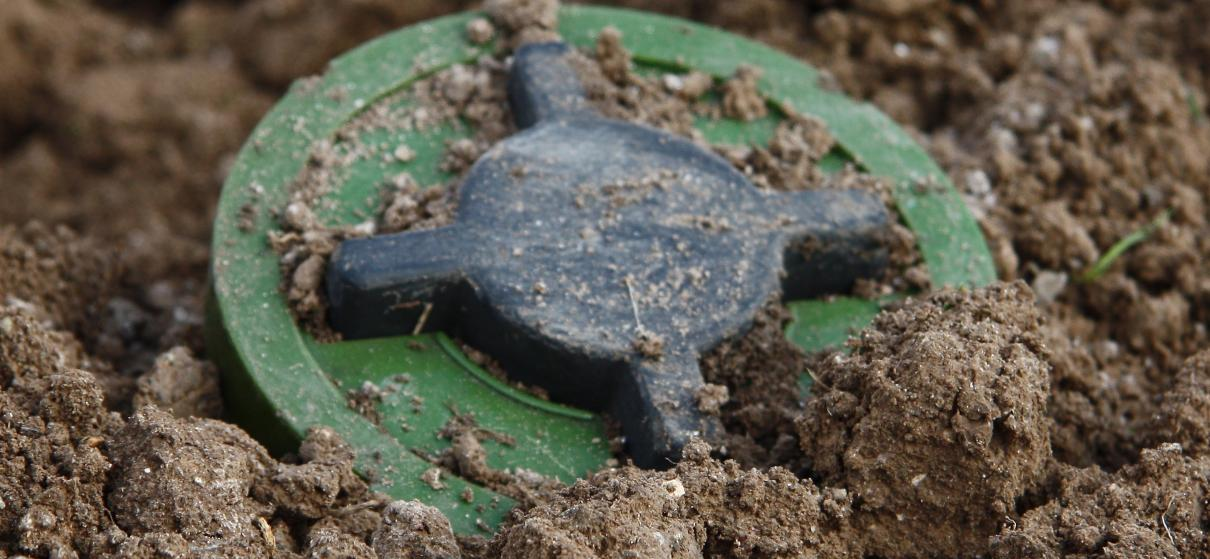

ПМН-2 — протипіхотна фугасна натискної дії. Призначена для виведення з ладу особового складу супротивника. Ураження людини відбувається шляхом руйнування нижньої частини ноги (ступні) при вибуху заряду міни в момент наступання ногою на індикатор цілі (чорний хрестоподібний виступ на верхній площині) міни.
Зазвичай під час вибуху міни відривається повністю ступня ноги, якою солдат наступив на міну, й, залежно від відстані другої ноги від місця вибуху, вона також може бути сильно пошкоджена або не зазнати пошкоджень зовсім. Крім того, ударна хвиля досить великого заряду ВР позбавляє людину свідомості, висока температура вибухових газів може завдати сильних опіків нижніх кінцівок. Смерть може наступити від больового шоку чи втрати крові при несвоєчасному наданні першої допомоги.
Міна може встановлюватися як на ґрунт, так і в ґрунт, у сніг, вручну чи розкладатися засобами механізації (причіпні мінні розкладники ПМР-1, ПМР-2, причіпні мінні загороджувачі ПМЗ-4), але у всіх випадках переведення міни в бойове положення здійснюється вручну. Герметичність міни дозволяє використовувати її у водонасичених і болотистих ґрунтах. Встановлення мін під воду (прибережна смуга водних перешкод, броди) не допускається з огляду на її плавучість. Термін бойової роботи міни не обмежується.
Самоліквідатором міни не оснащуються. Незйомних та незнешкоджуваних елементів не має, але особливості конструкції унеможливлюють зворотнє переведення міни з бойового в безпечне положення. Тому міна належить до категорії незнешкоджуваних. Міна має детонатор і запал, які є частиною конструкції міни.

## Тактико-технічні характеристики
- Тип міни — протипіхотна фугасна натискної дії;
- Корпус — пластмаса;
- Маса — 400 г;
- Маса заряду вибухової речовини (ТГ-40) — 100 г;
- Діаметр — 12 см;
- Висота — 5,4 см;
- Час переведення з безпечного в бойове положення — 30–300 с.;
- Тип індикатора цілі — натискний;
- Діаметр індикатора цілі — бл. 10 см;
- Сила спрацювання — 8–25 кг;
- Температурний діапазон застосування — -40 — +50 °С;
- Застосовуваний детонатор — вбудований;
- Запал — вбудований;
- Видобування — не дозволяється;
- Знешкодження — немає;
- Самоліквідація / самонейтралізація — немає/немає;
- Термін бойової роботи — до 10 років.
- Колір — зелений або коричневий з чорною хрестовиною.
- Маркування — стандартне, що наноситься на бічну стінку. Наноситься чорними літерами фарбою н та містить:
  1. ПМН-2 — шифр міни
  2. 15-3-72 — шифр заводу виробника — номер партії — рік виготовлення
  3. ТГ-40 — шифр спорядження (тротил 40 % , гексоген 60 %)

Міни, маркування яких відрізняється від стандартного, є, як правило, ліцензійними або неліцензійними репліками ПМН, виготовленими в інших країнах.

## Укладання
Міни укладені до дерев'яного ящику розмірами 65,8 на 59,8 і на 20,6 см. В ящику 24 повністю споряджені міни.
Встановлення міни достатньо безпечне. Час із моменту висмикування запобіжного штока до моменту постановки детонатора на бойовий взвід від 30 секунд (при +40°C) до 5 хв. (при -40°C).
Застосування в ролі заряду суміші тротилу (40 %) та гексогену (60 %) замість чистого тротилу дещо підвищує нищівну силу, наближаючи його до міни ПМН (200 г тротилу), хоча в цілому потужність ПМН-2 приблизно в півтора рази нижча, ніж у ПМН.
Перевага міни ПМН-2 перед ПМН полягає насамперед у тому, що механізм далекого зведення працює за принципом пневматики, а не перерізання струною металоелемента. Це забезпечує меншу залежність часу переходу міни в бойове положення від температури навколишнього середовища (час далекого зведення міни ПМН при низьких температурах доходив до 59 годин, тобто дві з половиною доби).
Друга перевага ПМН-2 в тому, що не потрібно жодних попередніх дій при підготовці міни до застосування (огляд, вигвинчування пробки, вставляння запала, і т. і.) і немає жодних елементів, якими потрібно комплектувати міну (запал). Це забезпечує високу безпеку та можливість користуватися міною малокваліфікованим солдатам.
Дещо потовщений індикатор цілі та його змінена форма унеможливлюють випадкове спрацьовування міни при короткочасних динамічних навантаженнях, трохи знижують чутливість міни до вибухових засобів розмінування (приблизно на 8–12 %).
Жодних дій підготовки перед застосуванням міни не потрібно. Для переведення міни в бойове положення потрібно просто різко повернути за годинниковою або проти годинникової стрілки запобіжний шток (фігурна дужка з білого металу) щоб зрізати контровочний мідний дріт і висмикнути чеку з гільзи. З цього моменту через 30–300 секунд міна буде переведена в бойове положення. Зворотній процес неможливий.

## Бойове застосування

### Російсько-українська війна
В січні 2021 року на колишніх позиціях окупаційних сил Росії, що дислокувалися поблизу селища Трьохізбенка Новоайдарського району, правоохоронці виявили боєприпаси поставлені з Росії. Так було виявлено бойову протипіхотну міну натискної дії ПМН-2 та три фрагменти протипіхотної скалкової міни натяжної дії ПОМ-2 після детонації.